# Amos Eaton
Amos Eaton  (Columbia, New York, 17 de maio de 1776 – New York, 10 de maio de 1842) foi um botânico e geólogo norteamericano.
Amos Eaton, 1776-1842, naturalista americano, b. Chatham, N.Y., Grad. Williams College, 1799. Após o direito de praticar um tempo, ele realizados levantamentos geológicos pioneira em Albany Rensselaer e municípios, NY (1820-21), e ao longo da Erie Canal (1822-23). O seu relatório sobre o canal foi publicado em 1824. Ele então se tornou professor na escola científica aberta por Stephen Van Rensselaer (1824), em Troy, NY (agora Rensselaer Polytechnic Institute). Além de uma série de livros didáticos, ele escreveu o Manual de Botânica (1817; 8a ed., Com John Wright, norte-americanos Botânica, 1840) e um índice para a Geologia dos Estados do Norte (1818).